# Валентина Шулгина
Валентина Ефимовна Шулгина (на руски: Валентина Ефимовна Шульгина́, на грузински: ვალენტინა ეფიმოვნა შულგინა) e лекарка от РККА, гвардейски лейтенант, последният жив ветеран от битката при Сталинград по време на Великата отечествена война от 1941 – 1945 г.
Родена е в с. Бекишево, РСФСР (днес в Тюкалински район, Омска област) на 22 януари 1922 г.
Завършва Акушерско-фелдшерския факултет на Томското медицинско училище през 1942 г. Веднага започва работа като селски лекар.
Малко след това Нацистка Германия напада СССР. Призована е на 24 август с.г. във военната комендатура в Омск и след 2 седмици е изпратена в Сталинград като командир на санитарен взвод начело на 21 души. На предните защитни позиции нейната част е зачислена в армията на Василий Чуйков. По време на Сталинградската битка е тежко ранена и контузена.
След разгрома на 6-а армия на маршал Фридрих Паулус при Сталинград (февруари 1943 г.) медицинската ѝ част е изпратена за реорганизация в Мичуринск, а оттам е предислоцирана и участва в Битката за Курската дъга. Войната я отвежда в разрушената столица на Германия, където оставя подписа си на колоните на Райхстага след Битката за Берлин.
От Берлин медицинската ѝ част е прехвърлена през Киев в Чита за участие във войната срещу Япония на Тихоокеанския военен театър. Остава в град Порт Артур в този район до 1954 г. Там се запознава с бъдещия си съпруг, който работи на съветска атомна подводница. Мъжът ѝ напуска флота поради влошено здраве и заминават за Абхазия, където си построяват жилище и остават да живеят.
След края на войната и демобилизацията ѝ Шулгина завършва висше образование в Московския финансов университет и много години работи като счетоводителка в Абхазия.
След установяването им в Сухуми тя започва да пише своите мемоари и стихове на военна тематика.

## Военни награди
- 2 ордена „Червена звезда“ (1942, 1944)[1]
- Медал „За отбраната на Сталинград“ (1942)[1]
- Медал „За храброст“ за участие в битката при Курск (1943)[1]
- Медал „За победата над Германия във Великата отечествена война 1941 – 1945 година“[1]
- Орден „Велика отрчествена война“ II ст. (1980)[1]